# Hôtel de ville d'Augsbourg
L'hôtel de ville d'Augsbourg est un hôtel de ville situé à Augsbourg en Allemagne.

## Histoire

### L'hôtel de ville médiéval
En 1260, des documents mentionnent pour la première fois un hôtel de ville à Augsbourg, construit en bois. 
En 1385, la municipalité décide de se doter d'un bâtiment en pierre, qui est agrandi à plusieurs reprises, en 1449 et 1515/1516. Jörg Brau l'Ancien en dessine la façade. Celle-ci est composée de trois pignons et d'un clocher. 

### La reconstruction par Elias Holl en 1615-1624
Au début du XVIIe siècle, le bâtiment ne suffit plus pour accueillir les diètes impériales : le gouvernement de la ville charge son architecte, Elias Holl d'élaborer un projet de transformation de l'édifice gothique, tout en conservant sa structure. 
Chargé de cette mission en 1609, Elias Holl présente un projet de conversion six ans plus tard, qui est rejeté. La ville lui commande finalement une reconstruction complète, après démolition de l'existant. 

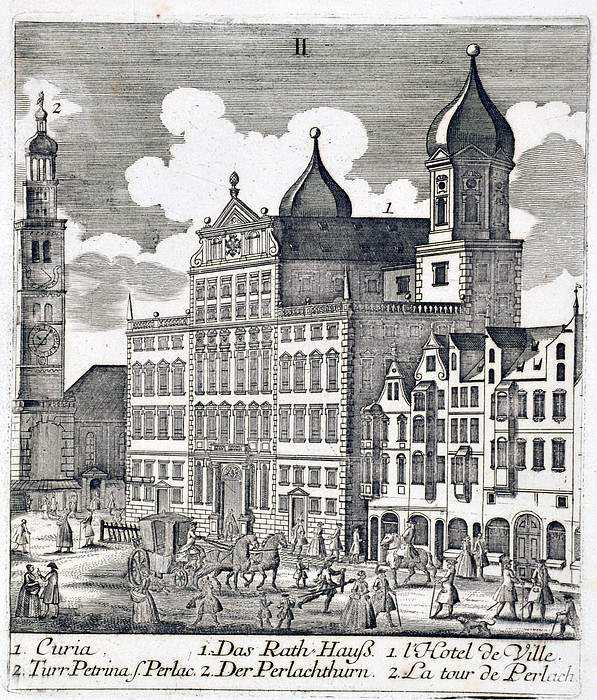
Gravure figurant l'Hôtel de ville et la tour de Perlach en 1818

Le projet du nouvel hôtel de ville est documenté par plusieurs dessins et maquettes. Elias Holl a collaboré avec différents membres du conseil municipal et probablement avec le peintre municipal Johann Matthias Kager. 
La première pierre est posée le 25 août 1615. En cours de construction, Elias Holl modifie le projet pour adjoindre deux tours couronnées d'une toiture en bulbe. L'élévation est achevée en 1620 et l'aménagement de l'intérieur se poursuit jusqu'en 1624. . 
L'hôtel de ville est considéré comme le chef-d'œuvre de Holl. Techniquement, l'hôtel de ville d'Augsbourg est une réalisation pionnière : lorsqu'il a été achevé, c'était le seul bâtiment existant au monde avec plus de six étages. 
Plusieurs éléments décoratifs sur la façade célèbrent la ville : l'aigle impérial peint et le pignon de pin en cuivre au sommet du faîtage. 
Les coûts de construction de ce nouvel hôtel de ville d'Augsbourg se sont élevés à environ 100 000 florins.

### L'hôtel de ville au XXe siècle
Lors du bombardement britannique sur Augsbourg dans la nuit du 25 février 1944, l'hôtel de ville a été touché par plusieurs bombes explosives et incendiaires et a complètement brûlé. 
Après la guerre, le bâtiment a été reconstruit. Si l'architecture intérieure a été en partie simplifiée, la façade a été restituée dans son aspect historique. La mairie se réinstalle dans les locaux en 1955 et les travaux sont achevés en 1962. 

Une place est aménagée face à l'hôtel de ville et à la tour Perlach, offrant une vue dégagée inédite sur les deux monuments : avant la guerre, un ilot de maisons leur faisait en effet face. En 1961/1962, alors que la construction d'un bâtiment est envisagé à cet emplacement, un collectif de citoyens se mobilise pour conserver la perspective sur l'hôtel de ville et obtient l'aménagement définitif de la place. 

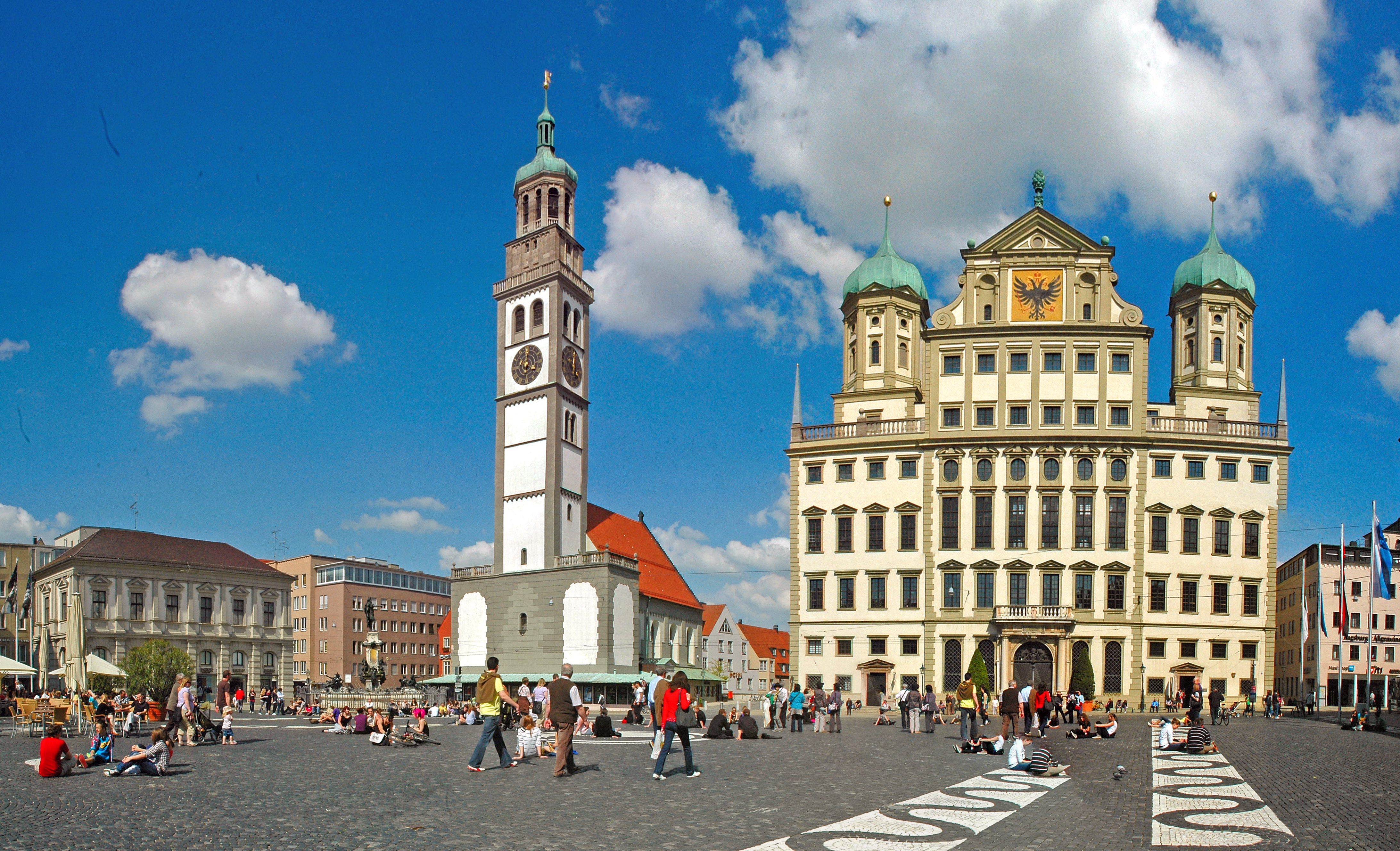
Vue sur l'hôtel de ville et la tour Perlach aujourd'hui
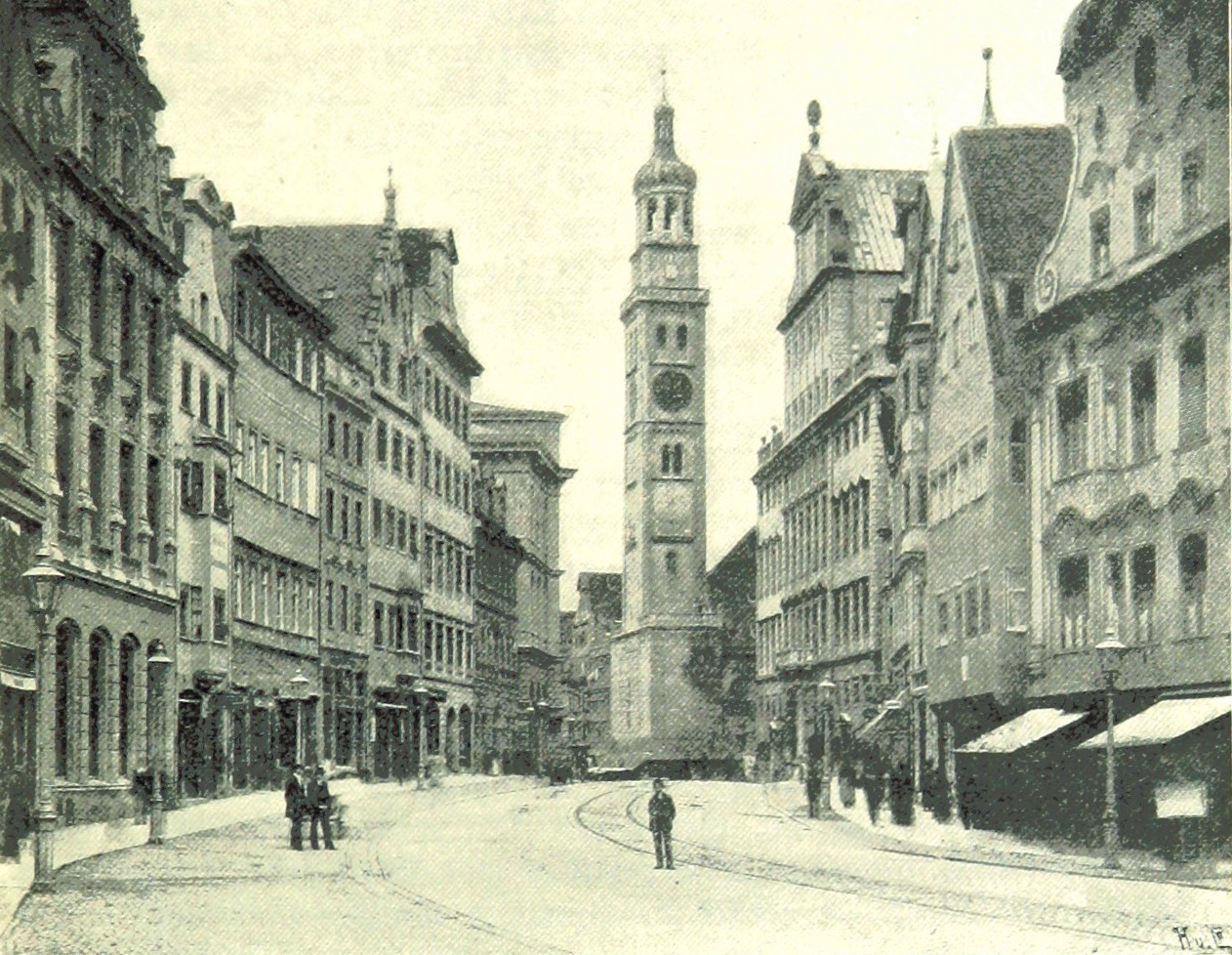
Vue en 1898 avant la destruction des maisons en face de l'Hôtel de Ville
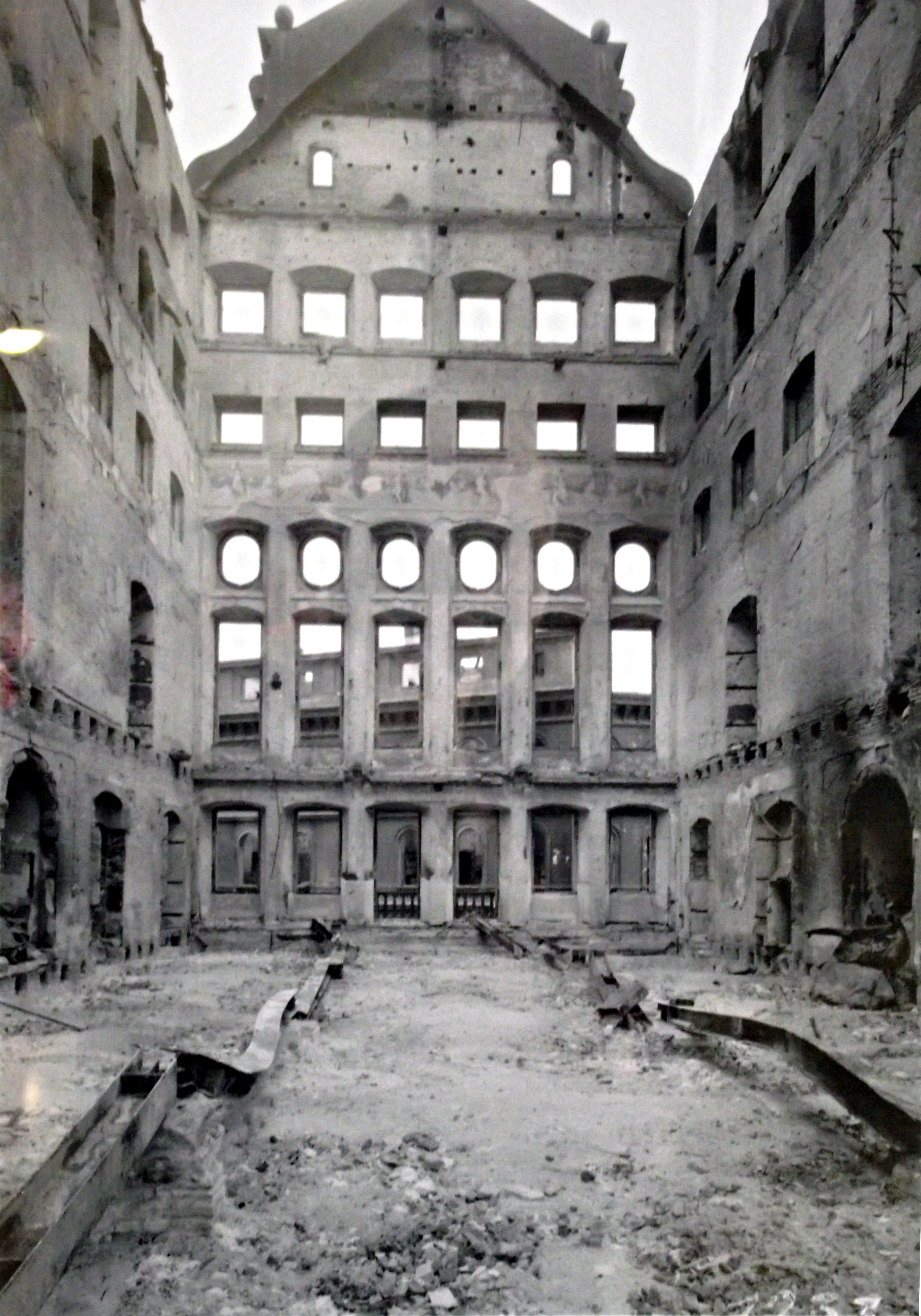
L'hôtel de ville en 1944, après le déblaiement des débris des bombardements

En prévision du 2000e anniversaire de la ville, en 1985, la façade de l'hôtel de ville est renovée et repeinte selon les couleurs d'origine. 

## Aménagements intérieurs
L'hôtel de ville abrite plusieurs salles d'apparat, dont la plus célèbre est la Goldener Saal.

### Unterer Fletz

Untere Fletz

Au rez-de-chaussée, cette salle monumentale est ornée de colonnes de marbre et d'un lourd plafond voûté. De là, un escalier mène aux étages supérieurs. 

### Oberer Fletz
L'Obere Fletz au premier étage de l'hôtel de ville abritait autrefois les bureaux des conseillers d'Augsbourg. 

### Goldener Saal
Situé au deuxième étage de l'hôtel de ville d'Augsbourg, le salle dorée couvre une superficie de 552 m² avec une hauteur sous plafond de 14 mètres. La salle est ornée de peintures murales et d'un plafond à caissons. La salle tire son nom des riches ornements en or qui ornent son mobilier.

Cette salle a fait, dès sa création, la célébrité de l'hôtel de ville de Augsbourg. 

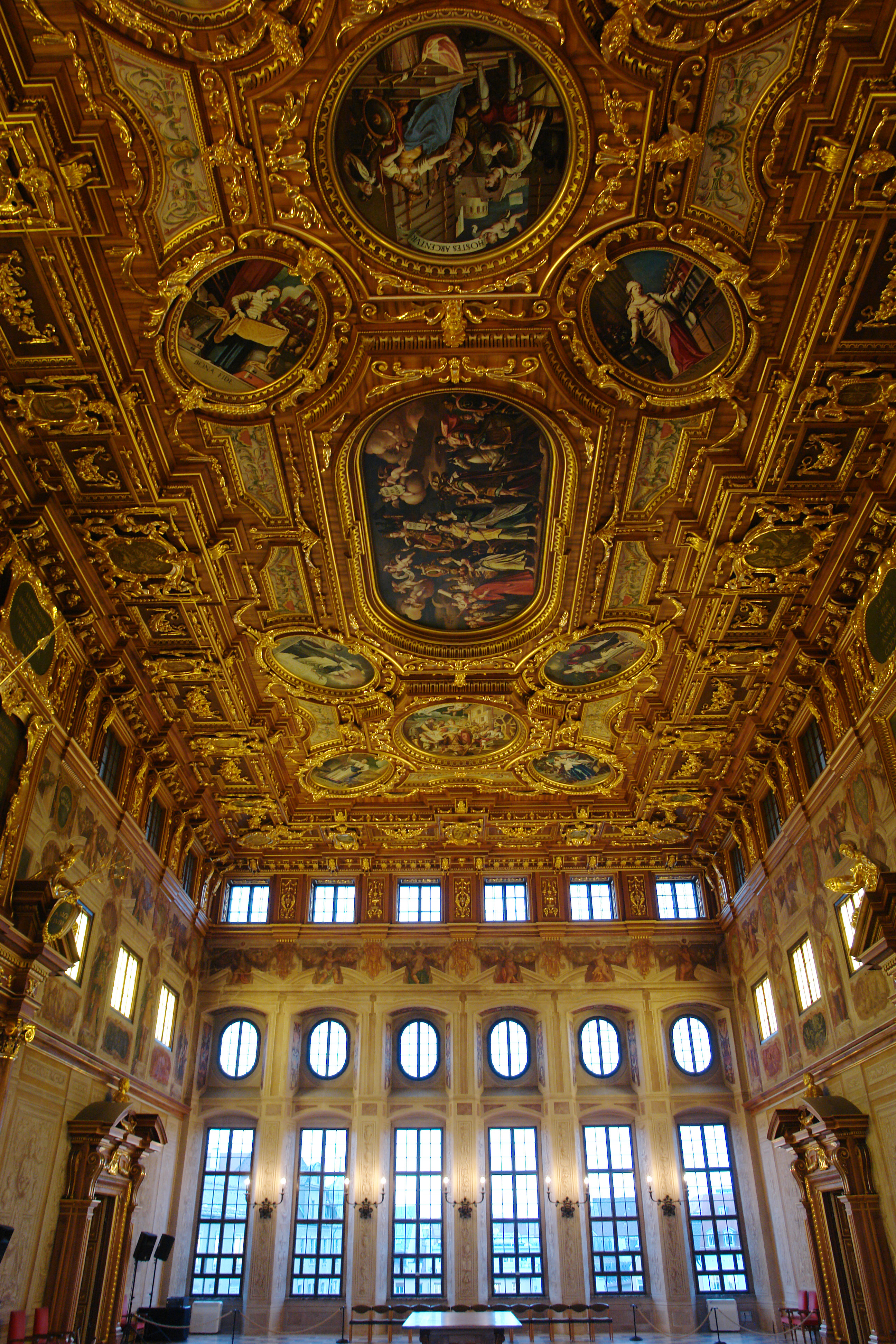
Vue de la salle
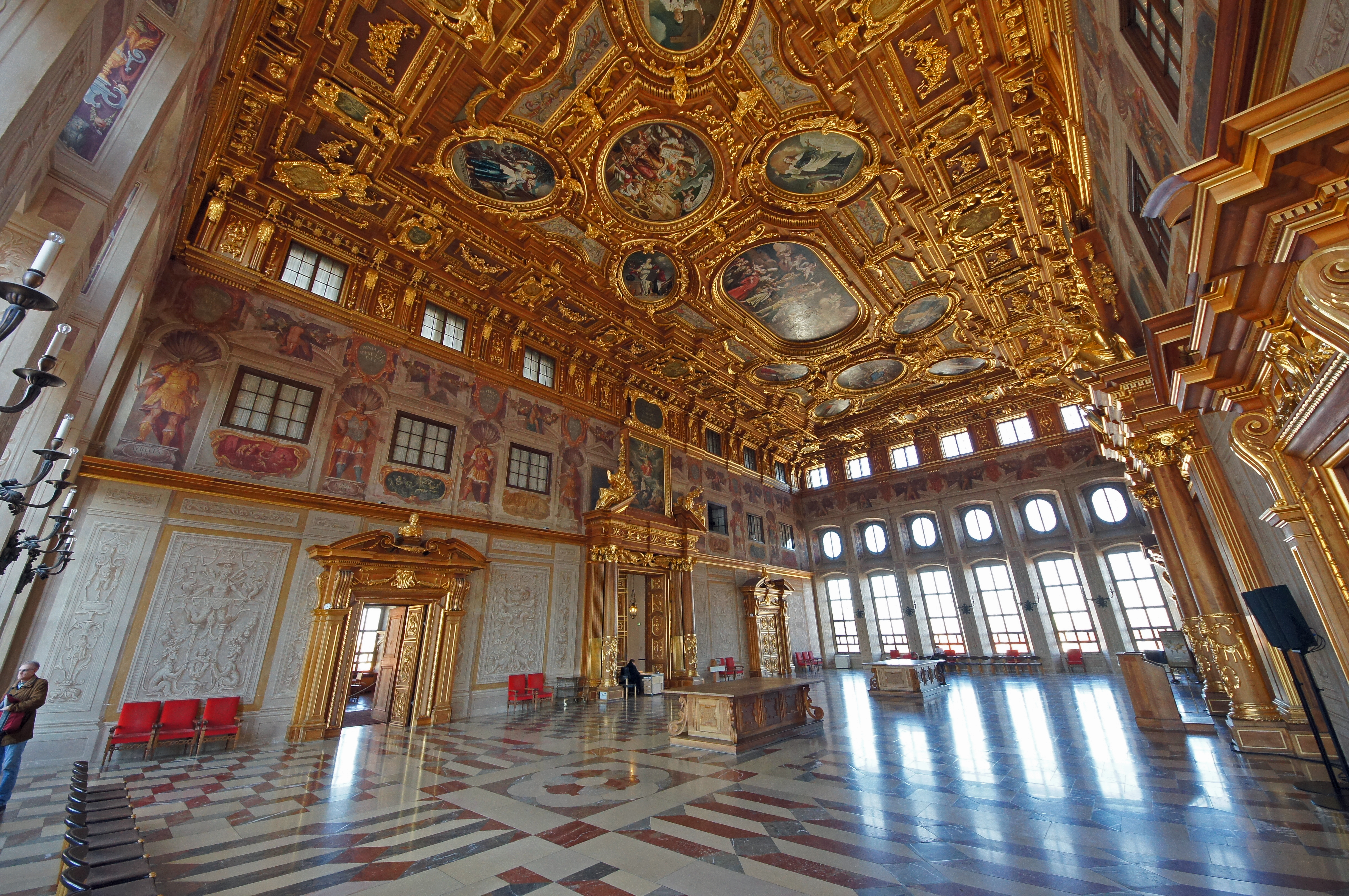
Vue grand angle de la salle
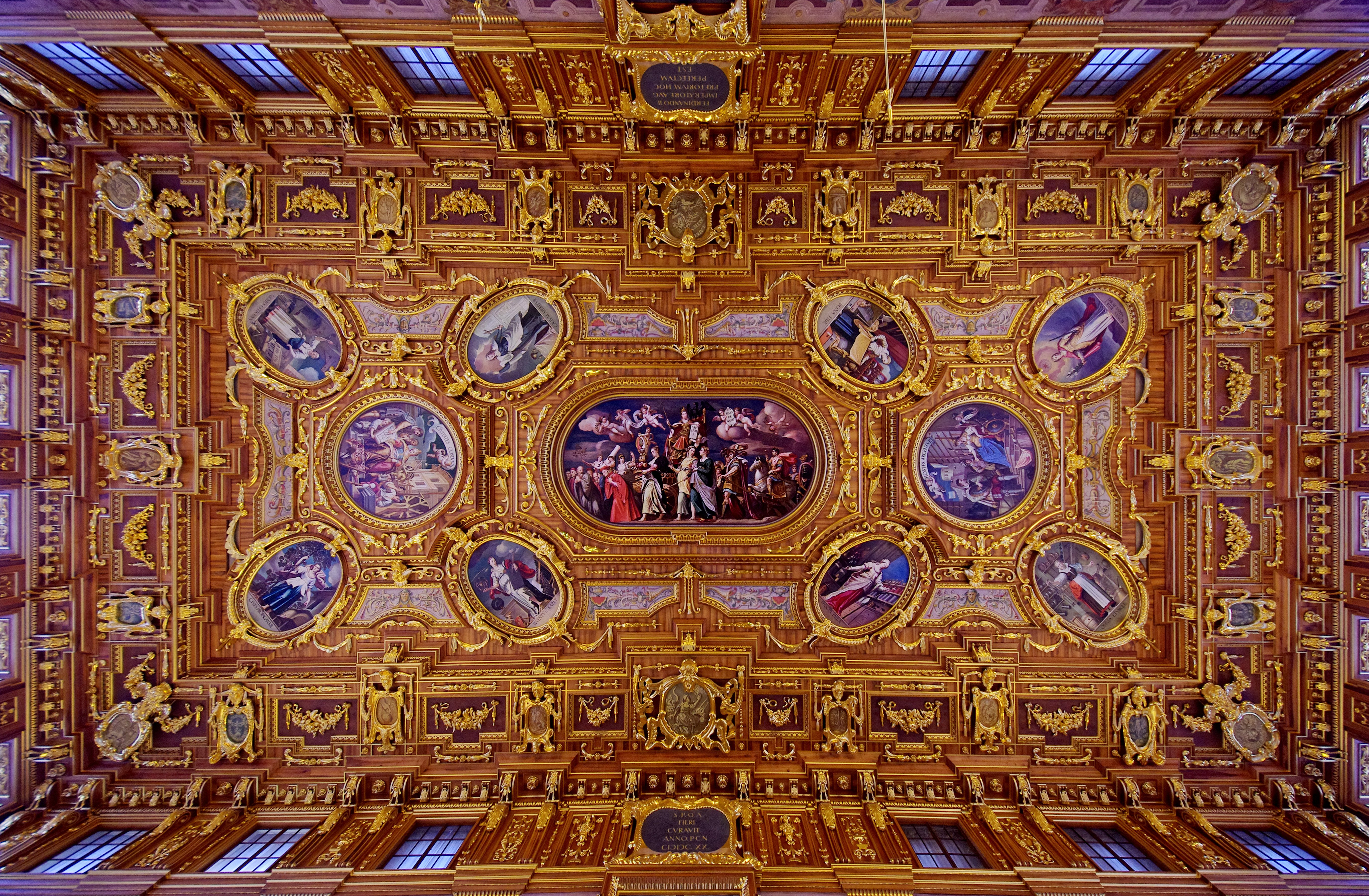
Le plafond à caisson
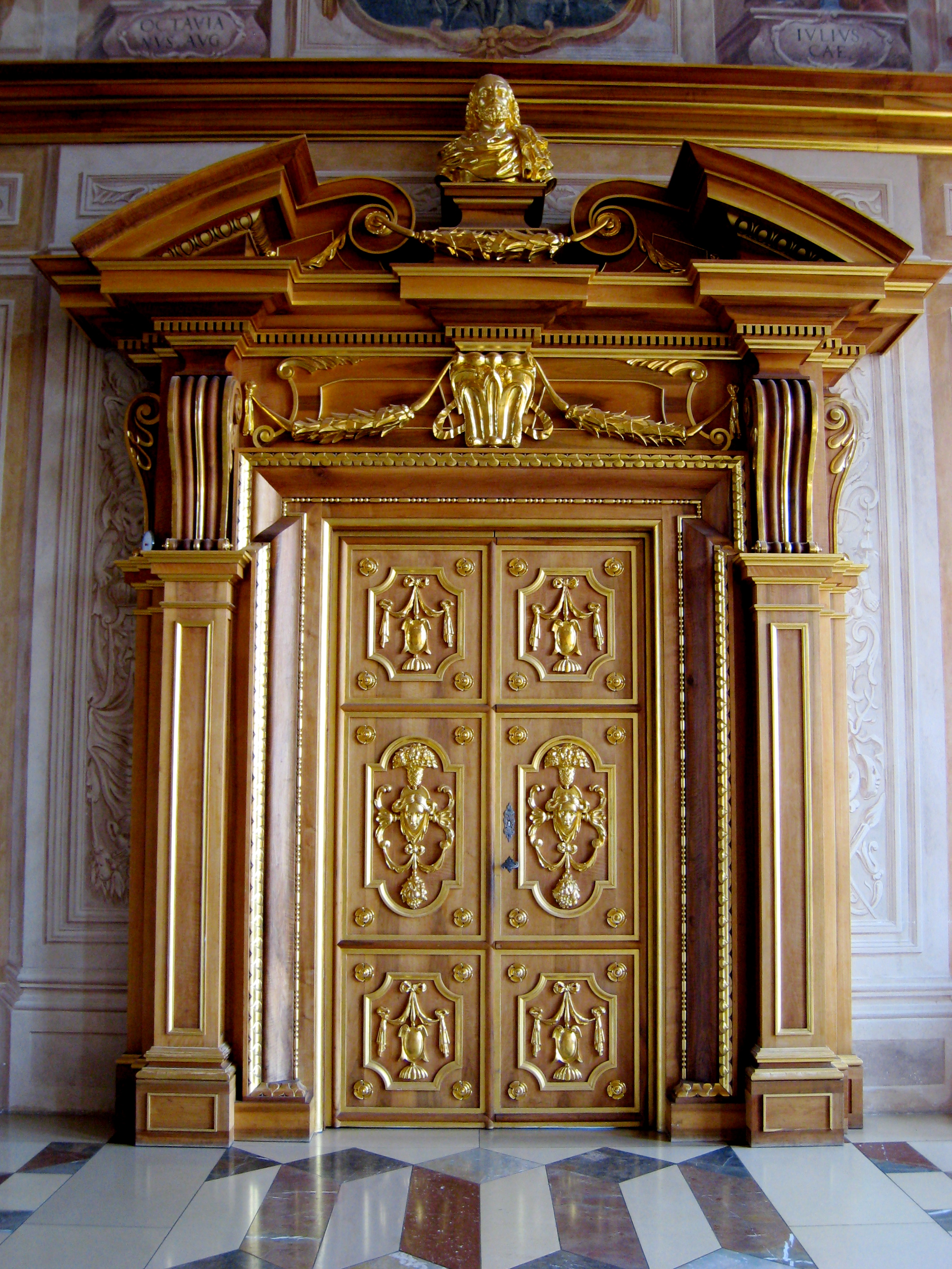
Les portes monumentales
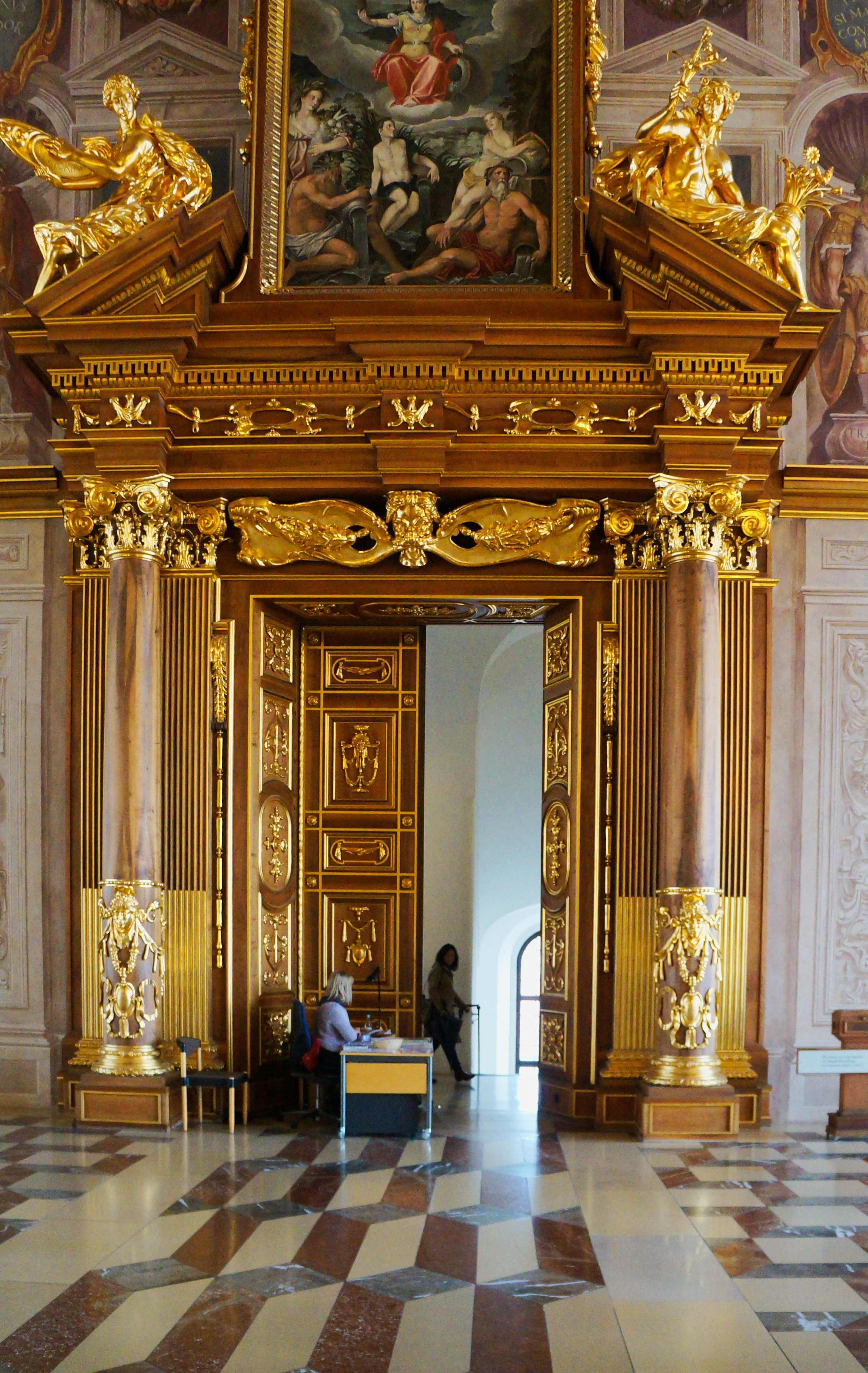
Les portes monumentales
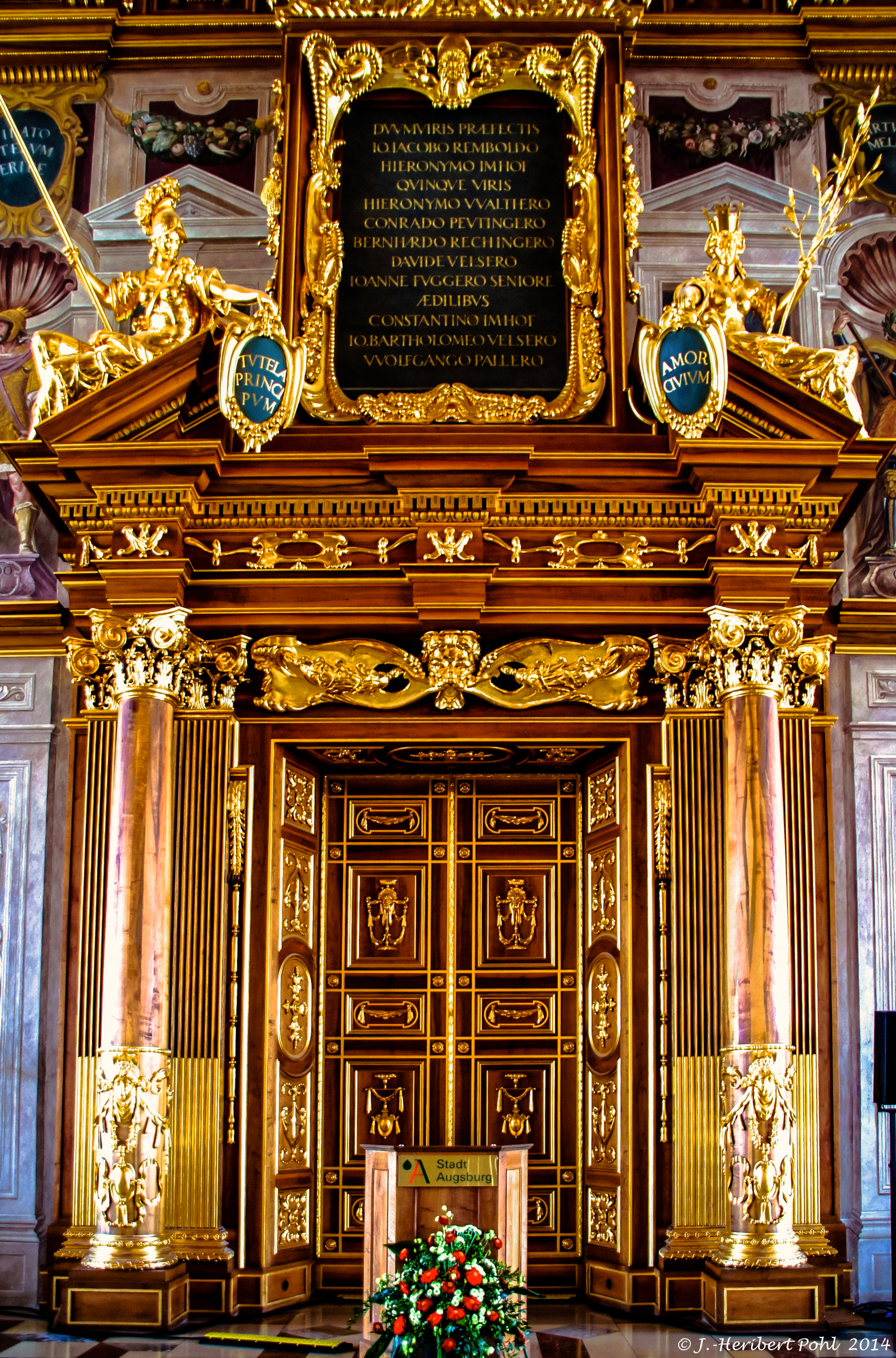
Les portes monumentales
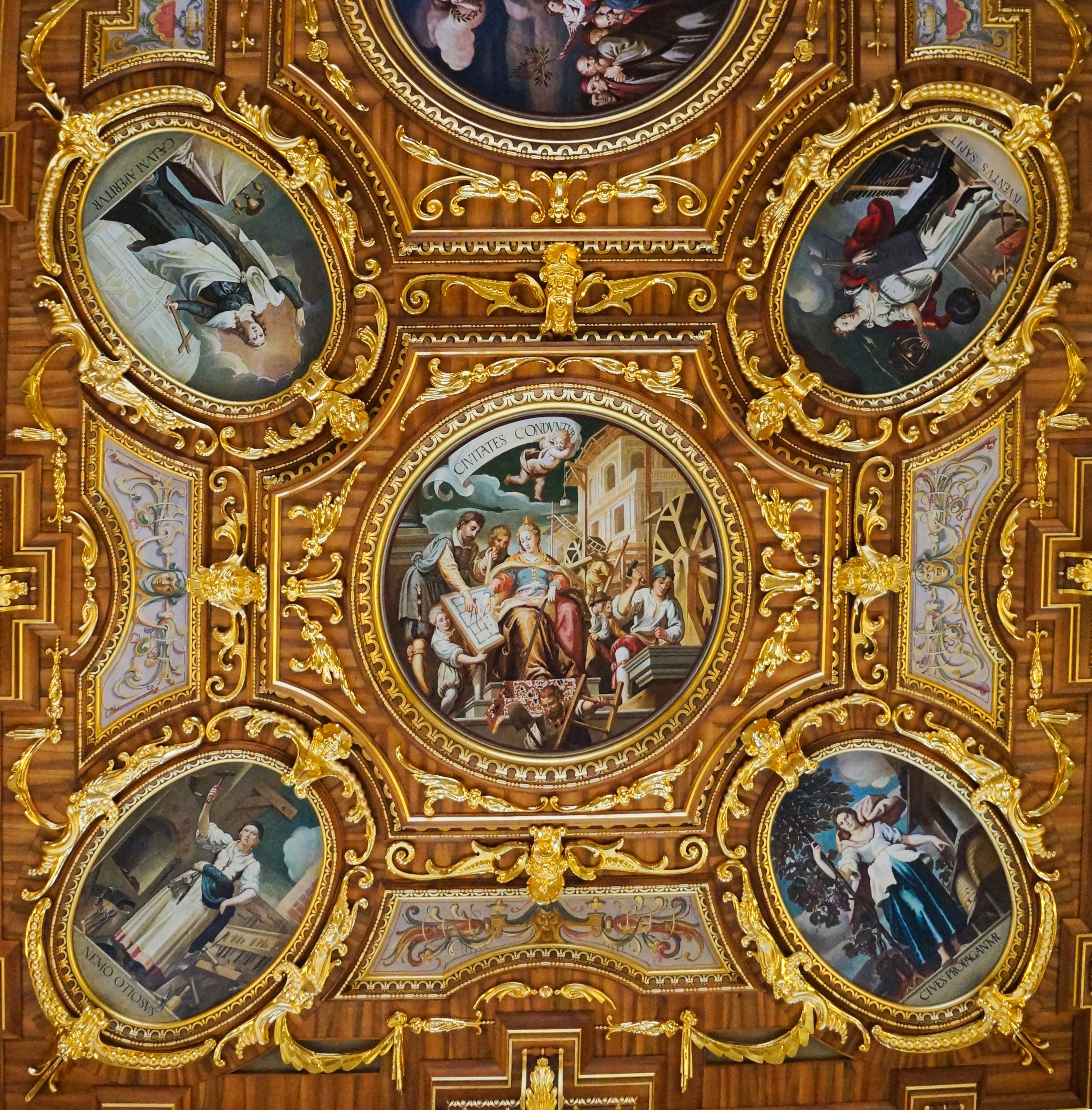
Détail d'un caisson du plafond
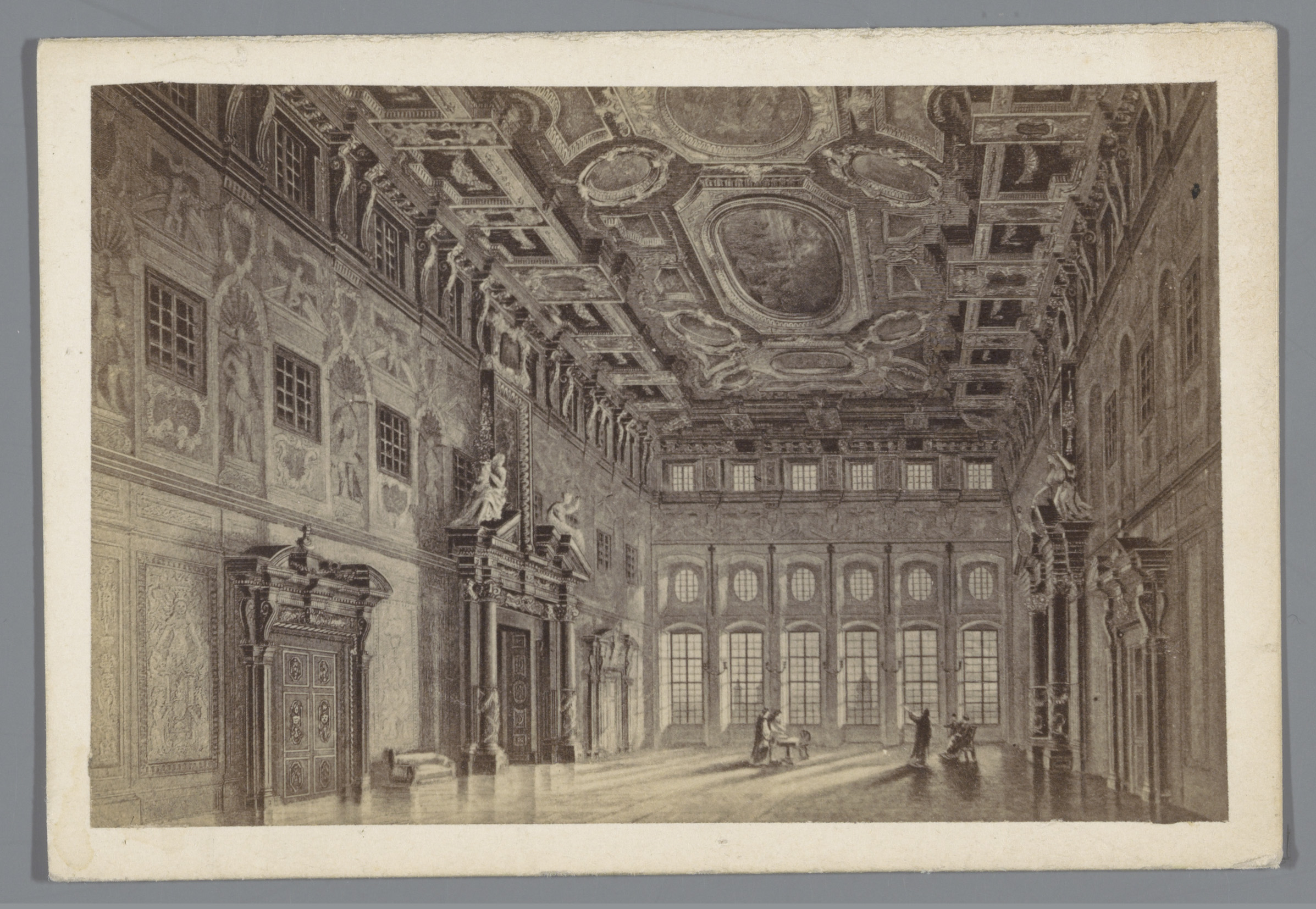
Vue ancienne de la Goldener Saal

### Fürstenzimmer
Adjacent à la salle dorée, quatre pièces, les Fürstenzimmer, étaient destinées à la réception des invités de marques. Après leur destruction pendant la Seconde Guerre mondiale, les chambres princières ont été reconstruites depuis le milieu des années 1980.